# مرکز پزشکی دانشگاه تگزاس ساوت‌وسترن
مرکز پزشکی دانشگاه تگزاس ساوت‌وسترن (به انگلیسی: University of Texas Southwestern Medical Center) معروف به «UT Southwestern» یا UTSW از معتبرترین مراکز علوم پزشکی آمریکا و جهان به حساب می‌آید.
این دانشگاه در شهر دالاس از ایالت تگزاس واقع است و در مجاورت دانشگاه تگزاس در دالاس، دانشگاه متودیست جنوبی، مرکز انجمن قلب آمریکا، و دیگر مراکز بزرگ علمی و فناوری آمریکا قرار دارد.
بودجه این مرکز دانشگاهی در سال ۲۰۱۸ بیش از ۳۱۵۲ میلیون دلار بود.
این مؤسسه در زمره بزرگ‌ترین دانشگاه‌های علوم پزشکی کشور آمریکا محسوب می‌گردد که در سه دانشکده فعال است.

## بخش دانشگاهی
۴۴۰۰ دانشجوی علوم پزشکی، پایه پزشکی و بهداشت در این مرکز مشغول به تحصیلند که در سه دانشکده به کار مشعولند:
- مدرسه علوم پزشکی
- مدرسه علوم پایه
- مدرسه علوم بهداشت

### رتبه
| منبع                                                       | سال  | رتبه | لینک   |
| ---------------------------------------------------------- | ---- | ---- | ------ |
| رتبه‌بندی دانشگاه‌های جهان (ARWU):                           |      |      |        |
| - در مجموع (در آمریکا)                                     | ۲۰۱۹ | ۳۱   | [ ۷ ]  |
| - در مجموع (در جهان)                                       | ۲۰۱۹ | ۴۹   | [ ۸ ]  |
| - پزشکی (در جهان)                                          | ۲۰۱۹ | ۱۰   | [ ۹ ]  |
| - زیست‌شناسی عمومی (در جهان)                                | ۲۰۱۹ | ۱۲   | [ ۱۰ ] |
| - زیست‌شناسی کاربردی (در جهان)                              | ۲۰۱۹ | ۸    | [ ۱۱ ] |
| - علوم دارویی (در جهان)                                    | ۲۰۱۹ | ۳۲   | [ ۱۲ ] |
| یواس نیوز اند ورلد ریپورت (USNWR):                         |      |      |        |
| - زیست‌شناسی (در آمریکا)                                    | ۲۰۱۸ | ۱۸   | [ ۱۳ ] |
| - شیمی (در آمریکا)                                         | ۲۰۱۸ | ۴۱   | [ ۱۳ ] |
| - بیوشیمی (در آمریکا)                                      | ۲۰۱۹ | ۱۳   | [ ۱۴ ] |
| - پزشکی: بالینی (در آمریکا)                                | ۲۰۱۸ | ۱۸   | [ ۱۵ ] |
| - پزشکی: پژوهش (در آمریکا)                                 | ۲۰۱۸ | ۲۶   | [ ۱۵ ] |
| - دستیار پزشک (در آمریکا)                                  | ۲۰۱۹ | ۷    | [ ۱۶ ] |
| - بیوشیمی (در جهان)                                        | ۲۰۱۸ | ۴۸   | [ ۱۷ ] |
| - ژنتیک (در جهان)                                          | ۲۰۱۸ | ۲۷   | [ ۱۷ ] |
| شاخص نیچر: ۲۰۰ رتبه برتر جهان در زمینه های پژوهشی:         |      |      |        |
| - موسسات آکادمیک برتر جهان در علوم زیستی                   | ۲۰۲۰ | ۲۰   | [ ۱۸ ] |
| - موسسات درمانی برتر جهان بطور کل                          | ۲۰۲۰ | ۱    | [ ۱۹ ] |
| - موسسات درمانی برتر جهان در علوم زیستی                    | ۲۰۲۰ | ۱    | [ ۲۰ ] |
| - موسسات برتر جهان (بطور کل) در علوم زیستی                 | ۲۰۲۰ | ۲۴   | [ ۲۱ ] |
| - موسسات برتر درمانی جهان در شیمی                          | ۲۰۲۰ | ۱    | [ ۲۲ ] |
| - موسسات برتر درمانی جهان (بطور کل) در نشریات نیچر و ساینس | ۲۰۲۰ | ۲    | [ ۲۳ ] |
| - موسسات برتر جهان (بطور کل) در نشریات نیچر و ساینس        | ۲۰۲۰ | ۱۸   | [ ۲۴ ] |
| - موسسات برتر جهان (بطور کل) در سرطان شناسی                | ۲۰۲۰ | ۱۳   | [ ۲۵ ] |
| - موسسات برتر آکادمیک جهان در سرطان شناسی                  | ۲۰۲۰ | ۱۰   | [ ۲۶ ] |
| - موسسات برتر درمانی جهان در سرطان شناسی                   | ۲۰۲۰ | ۴    | [ ۲۷ ] |
| رتبه اعتبار بودجه NIH در آمریکا (بیوشیمی)                  | ۲۰۱۸ | ۵    | [ ۲۸ ] |
| رتبه QS دانشگاه‌های جهان (در رشته آناتومی و فیزیولوزی)      | ۲۰۲۰ | ۲۶   | [ ۲۹ ] |
| مرکز رده‌بندی دانشگاه‌های جهان                               |      |      |        |
| - در مجموع (در جهان)                                       | ۲۰۲۰ | ۴۰   | [ ۳۰ ] |
| - اورولوژی (در جهان)                                       | ۲۰۱۸ | ۵    | [ ۳۱ ] |

## مشاهیر
هفت نوبلیست تا کنون از اساتید یا دانش آموختگان این دانشگاه بوده‌اند. برخی همانند یوهان دایزنهوفر بازنشسته شده‌اند. اما از گروه فعلی می‌توان به افراد زیر اشاره نمود:
- مایکل اس. براون
- جوزف ال. گلدستین
- بروس بویتلر
- توماس زودهوف
- آلفرد جی. گیلمان
- لیندا باک

پنج نفر از اینان در سال ۲۰۱۵ میهمان گرگ ابت فرماندار تگزاس در کاخ فرمانداری تگزاس در آستین بودند. فرانسیسکو سیگاروا (رئیس سابق سامانه دانشگاه تگزاس) نیز دانش‌آموخته این مؤسسه است. از میان اعضای هیئت علمی این دانشگاه ۱۸ نفر عضو آکادمی ملی علوم آمریکا، ۱۹ نفر عضو مؤسسه پزشکی آکادمی ملی علوم آمریکا، و ۱۴ نفر عضو آکادمی ملی علوم و هنرهای ملی آمریکا هستند.

## دانشگاه
بودجه تحقیقاتی این مرکز در سال ۲۰۱۸ بیش از ۴۵۵ میلیون دلار بود که پس از مرکز سرطان ام دی اندرسون دانشگاه تگزاس و دانشکده پزشکی بیلور در رتبه سوم تگزاس قرار داشت.
- پردیس جنوبی
- پردیس شمالی

## بیمارستانهای آموزشی
- بیمارستان پارکلند مموریال
- مرکز پزشکی کودکان دالاس
- بیمارستان دانشگاهی ویلیام پ. کلمنتس